# قرقب (آلة)
القرقابو (ج قراقب) أو القرقابو هو آلة إيقاعية تقليدية تشبه الصناجات استعملها الغناوة في المغرب.